# Pelethiphis
Pelethiphis es un género de ácaros perteneciente a la familia Eviphididae.

## Especies
Pelethiphis Berlese, 1911
- Pelethiphis balachovi Arutunian, 1992
- Pelethiphis insignis Berlese, 1911
- Pelethiphis opacus Koyumdjieva, 1981